# Rocznik Oddziału Łódzkiego Polskiego Towarzystwa Historycznego
Rocznik Oddziału Łódzkiego Polskiego Towarzystwa Historycznego – pismo ukazujące się od 1928 do 1939 roku w Łodzi. Wydawcą było Polskie Towarzystwo Historyczne. Powojenną kontynuacją periodyku jest "Rocznik Łódzki". 